# النقعة (حورة)

'

تعديل مصدري - تعديل

النقعة هي إحدى قرى عزلة حوره بمديرية حورة التابعة لمحافظة حضرموت، بلغ تعداد سكانها 219 نسمة حسب تعداد اليمن لعام 2004.